# Iglesia de San Pablo (Baeza)
La iglesia parroquial de San Pablo es una de las tres que hoy sobreviven en la ciudad de Baeza, siendo las otras dos El Salvador, y Santa María del Alcázar y San Andrés Apóstol. Su collación se halla al noreste de la ciudad intramuros, y a partir del siglo XV se convirtió en asiento preferente de la nobleza urbana que construyó en ella sus nuevos palacios en estilo gótico final y renacentista. Enterrados en una cripta de la iglesia se hallan los restos de Pablo de Olavide y Jáuregui. Forma parte del conjunto monumental renacentista de Baeza, que junto con el de Úbeda, fue declarado Patrimonio de la Humanidad por la Unesco en 2003.
El templo fue edificado en estilo gótico a fines del siglo XV, con portada barroca que sustituyó a la primitiva. El interior es de tres naves y capillas laterales también góticas (excepto una renacentista). El retablo del altar mayor es neobarroco y sustituye al original plateresco destruido durante la guerra civil. Cabe destacar el Tríptico de la Adoración.
En la parroquia residen cuatro hermandades de penitencia cuyas imágenes forman parte destacada del patrimonio artístico de la parroquia: 
- la Muy Ilustre y Fervorosa Cofradía y Hermandad de María Santísima de las Angustias, cuyas imágenes son obra de Juan Ginés Marzagosa (1940-1941);
- la Real, Venerable, Antigua e Ilustre Archicofradía de Ntro Padre Jesús Nazareno y la Cruz de Sta Elena, que venera una talla de Cristo del siglo XVI, acompañada de una dolorosa y otras imágenes de Amadeo Ruiz Olmos;
- la Venerable y Antigua Cofradía del Santísimo Cristo de la Expiración, cuyo titular (h. 1603) es uno de los más interesantes crucificados andaluces;
- la Cofradía del Santísimo Cristo del Descendimiento y María Santísima en su Quinta Angustia, cuyo paso de misterio fue íntegramente realizado por Antonio Jesús Dubé Herdugo (1999-2009).